# Comunidade Quilombola Curral de Pedra
Curral de Pedra (às vezes, também escrito como Curral da Pedra) é uma comunidade remanescente de quilombo, população tradicional brasileira, localizada no município brasileiro de Abaré, na Bahia. Estima-se que a comunidade tenha se formado antes do Século XVIII, tendo o vaqueiro como  figura relevante de sua história, já que é formada por cinco comunidades sertanejas.
A comunidade de Curral de Pedra é formada por uma população de 102 famílias, distribuídas em uma área de 4515,2647 hectares. O território foi certificado como remanescente de quilombo (reminiscências históricas de antigos quilombos) em 2007, pela Fundação Cultural Palmares. Esta comunidade teve o Relatório Técnico de Identificação e Delimitação publicado em 2011(etapa da regularização fundiária), tendo recebido a titulação de parte da terra em 20/11/2019, pelo INCRA. Em 2023, o presidente da associação que luta pelos direitos deste quilombo (Associação Agropastoril Quilombola das Fazendas Curral da Pedra, Julião, Tuiuiú, Pedra da Onça e Piranha) era Wilson Simonal dos Santos.

## Tombamento
O tombamento de quilombos é previsto pela Constituição Brasileira de 1988, bastando a certificação pela Fundação Cultural Palmares:
Art. 216. Constituem patrimônio cultural brasileiro os bens de natureza material e imaterial, tomados individualmente ou em conjunto, portadores de referência à identidade, à ação, à memória dos diferentes grupos formadores da sociedade brasileira [...]
§ 5º Ficam tombados todos os documentos e os sítios detentores de reminiscências históricas dos antigos quilombos.
Portanto, a comunidade quilombola de Curral de Pedra é um patrimônio cultural brasileiro, tendo em vista que recebeu a certificação de ser uma "reminiscência histórica de antigo quilombo" da Fundação Cultural Palmares no ano de 2007.

## Situação territorial
O território da comunidade quilombola de Curral de Pedra é formado por quatro imóveis rurais não-quilombolas e outras 70 posses menores, que correspondem a remanescentes de quilombo. O título de parte da terra (regularização fundiária) proporciona que a comunidade enfrente menos dificuldades para desenvolver a agricultura (como conflitos pela posse da terra com os fazendeiros da região em que se localiza). Além disso, permite que a associação representante possa entrar com o pedido de licenciamento ambiental da área e, com isso, ter acesso a políticas públicas voltadas à agricultura familiar.
Povos Tradicionais ou Comunidades Tradicionais são grupos que possuem uma cultura diferenciada da cultura predominante local, que mantêm um modo de vida intimamente ligado ao meio ambiente natural em que vivem. A  comunidade quilombola de Curral de Pedra tem como principal fonte econômica a criação de bode; e também plantam cebola (utilizada como farragem para os tempos de seca), milho, feijão, abóbora, batata e mandioca.
Através de formas próprias: de organização social, do uso do território e dos recursos naturais (com relação de subsistência), sua reprodução sócio-cultural-religiosa utiliza conhecimentos transmitidos oralmente e na prática cotidiana.